# Villa Musculus

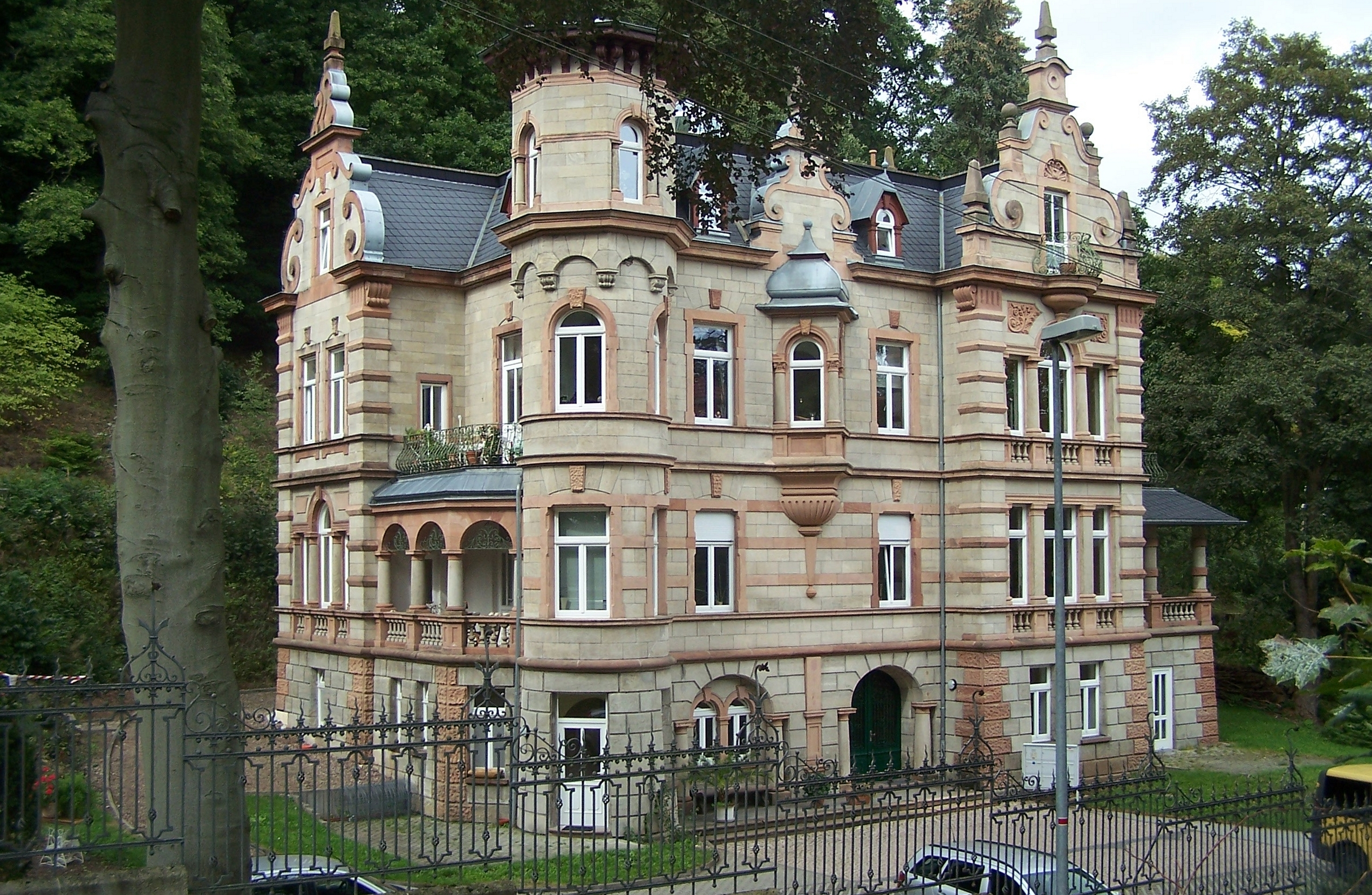
Die Villa (2011)

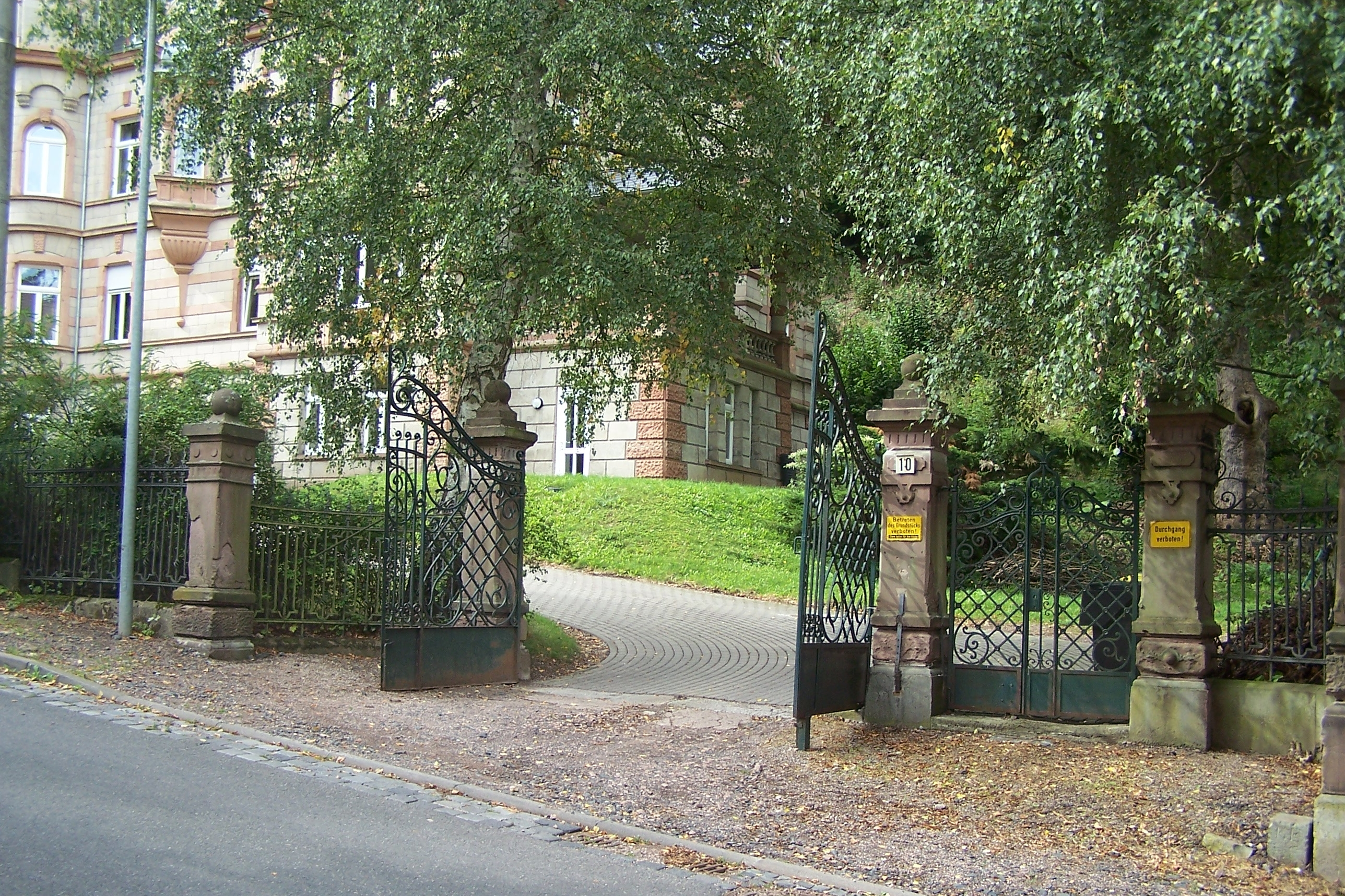
Der Zugang (2011)

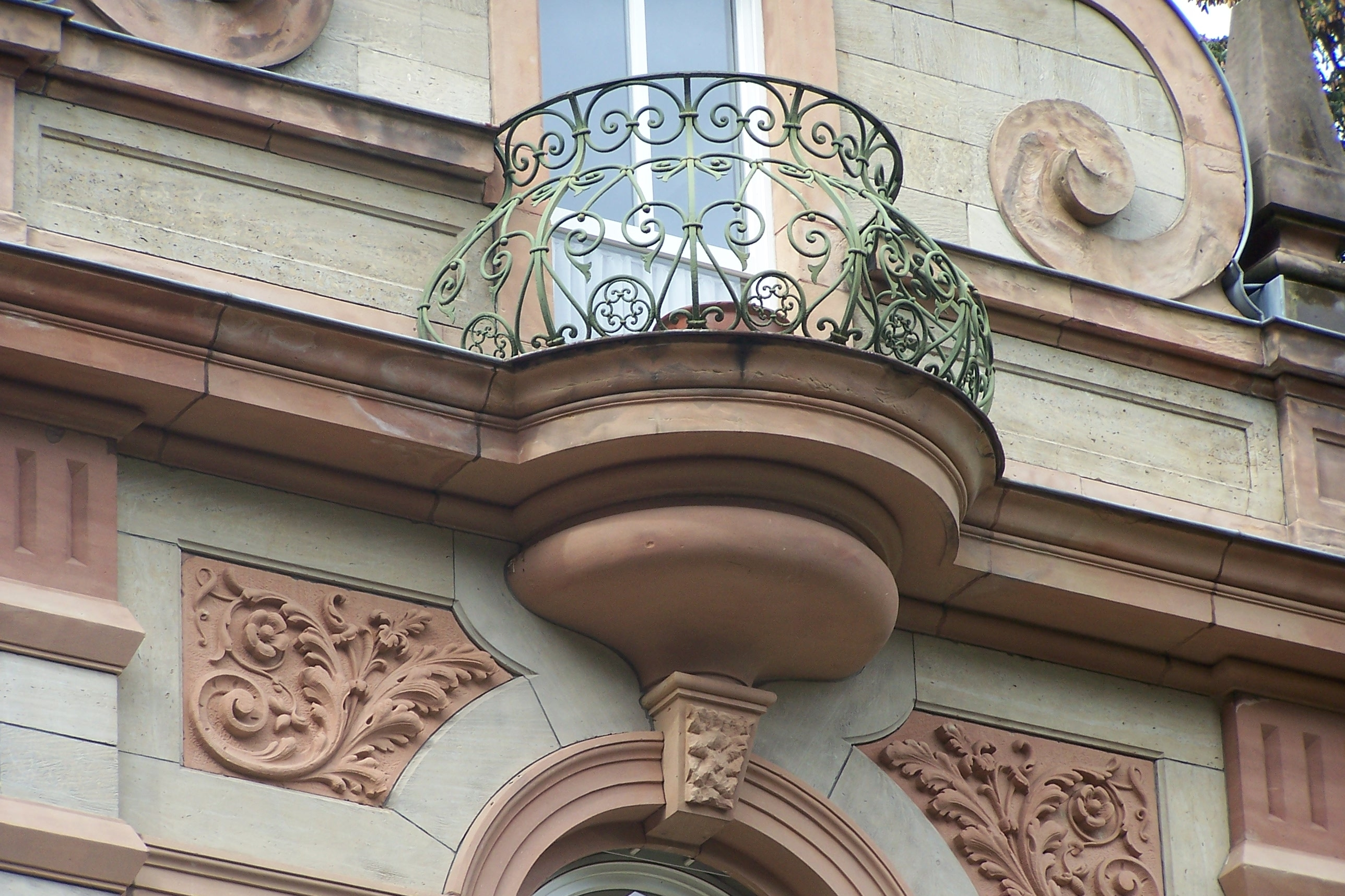
Balkon in der Ostfassade mit Blick zum Schlossberg (2011)

Die Villa Musculus ist ein Wohnhaus in Eisenach, Schloßberg 10. Es befindet sich in der Villenkolonie Südviertel, ist Bestandteil des Denkmalensembles Predigerberg und zudem als Einzeldenkmal ausgewiesen.

## Gebäude
Das Gebäude wurde 1897–1899 nach Plänen des Eisenacher Architekten Hermann Hahn im Stil der Neorenaissance errichtet. Der dreigeschossige Baukörper ist durch zwei Zwerchhäuser, einen Eckturm, Erker und mehrere Loggien vielfältig gegliedert. Die Wandflächen sind aus grauem, quaderartig vermauertem Werkstein hergestellt. Fenster- und Türlaibungen, Gesimse, Pilaster und andere architektonische Verzierungen sind aus rotem Sandstein gefertigt.
Das Haus steht auf einem großen, naturnah gestalteten Grundstück direkt am Waldrand.

## Geschichte
Erstbesitzerin der Villa war Elise Musculus (auch Muskulus), die das Haus bis 1920 bewohnte. Als weitere Bewohner wurden im Adressbuch von 1920 ein Herr Gerhard, Stadtrat, eine Frl. Emilie Hecht, Gesellschafterin, und Karl Kehmel, Gärtner, genannt.
1922 wurde das Haus von Josef Wiesen, Landesrabbiner des Großherzogtums Sachsen-Weimar-Eisenach, erworben. Er bewohnte es mit seiner Familie seit 1920 und betrieb dort ein Erziehungsheim für geistig behinderte Kinder. In der Zeit des Nationalsozialismus unterstützte Wiesen verfolgte Juden und beherbergte sie. Nach der Zerstörung der Eisenacher Synagoge führte er in seinem Haus Gottesdienste durch. Am 19. September 1942 wurde der inzwischen 77-jährige Josef Wiesen in das Ghetto Theresienstadt deportiert, wo er am 15. November desselben Jahres verstarb. Als Todesursache wurde Darmkatarrh und Arteriosklerose angegeben. Sein Sohn Dr. Erich Wiesen wurde mit seiner Familie am 1. März 1943 als eine der letzten jüdischen Familien Eisenachs nach Auschwitz deportiert. Seine Schwiegertochter Irma (1909–1943) und sein Enkel Kurt Peter Wiesen (1933–1943) wurden dort ermordet. Lediglich Erich Wiesen überlebte und kehrte zunächst nach Eisenach zurück. Nachdem es ihm dort nicht gelang, die von der Stadt beschlagnahmte und inzwischen von anderen genutzte Villa Musculus zurückzubekommen, wanderte er in die USA aus. Im Oktober 1945 stellte Wiesen einen Rückübertragungsantrag auf die Villa bei der Stadt Eisenach. Diese ließ den Antrag lange unbearbeitet und lehnte ihn erst 1955, lange nach Wiesens Auswanderung, ab, weil das Haus bereits im September 1945 in kommunales Eigentum übergegangen war und damit nicht unter das Wiedergutmachungsgesetz falle. Erst Ende 1995 wurde ein erneuter Rückübertragungsantrag der Claim Conferenz of Jewish Trust positiv beschieden.
In den 1980er Jahren wurden nach einem Hochwasser 1981 Teile der städtischen Hilfsschule Pestalozzischule in der Villa untergebracht.
1999 war die Villa stark sanierungsbedürftig und vom Hausschwamm befallen. Durch eine Architektengruppe wurde eine Planung erstellt, das Gebäude nach kompletter Entkernung zu einem Wohnhaus mit acht Eigentumswohnungen umzubauen. Die Realisierung erfolgte im Folgejahr 2000.

## Erinnerungskultur

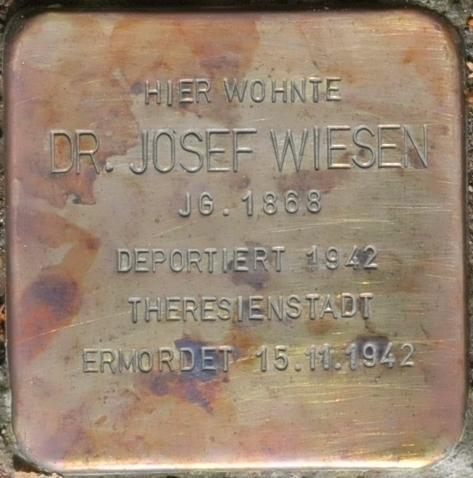
Stolperstein für Josef Wiesen (2015)

Zum Gedenken an Josef Wiesen und seine Familie wurden am 21. Juni 2011 vor dem Grundstück drei Stolpersteine, für ihn, für Irma und seinen Enkel Kurt Peter in den Gehweg eingelassen. Kurt Peter Wiesen war das jüngste aus Eisenach deportierte Kind und wurde nicht einmal 10 Jahre alt.